# Anagraphis minima
Anagraphis minima är en spindelart som beskrevs av Lodovico di Caporiacco 1947. Anagraphis minima ingår i släktet Anagraphis och familjen plattbuksspindlar. Inga underarter finns listade i Catalogue of Life.